# Dietrich von Dorneburg
Dietrich von Dorneburg (* 13. Jahrhundert; † 1285) war von 1273 bis 1276 Vizedominus und von 1270 bis 1285 Domherr in Münster.

## Leben
Die Herkunft des Dietrich von Dorneburg ist nicht überliefert. Er war bereits drei Jahre im Amt des Domherrn, als er 1273 den Vizedominus Adolf Norendin  in seinem Amt ablöste, bis er 1276 die Domküsterei übernahm. In dieser Funktion war er für die Güter- und Vermögensverwaltung des Domkapitels verantwortlich. Die Quellenlage gibt über seinen weiteren Lebensweg keinen Aufschluss.